# Malý princ (muzikál)
Malý princ je muzikál Daniela Bartáka, Richarda Bergmana a Víta Pokorného z roku 2019. Jde o původní český muzikál na motivy světového bestselleru Antoine de Saint Exupéryho Malý princ. Premiéra byla uvedena 25. a 26. prosince 2019 na vlnách Dvojky Českého rozhlasu, v podobě dvou dílného rozhlasového muzikálu a v říjnu 2020 vyšel tento muzikál na CD u vydavatelství Radioservis. Na tomto projektu se podílelo spoustu známých českých herců a zpěváků.

## Autoři
- Hudba – Daniel Barták
- Scénář a texty písní – Richard Bergman
- Scénář a režie – Vít Pokorný

## Originální obsazení
- Malý princ – Viktor Antonio
- Pilot Exupéry – Vojtěch Dyk
- Domýšlivec – Jiří Korn
- Král – Josef Vojtek
- Růže – Ivana Korolová
- Had – Tomáš Trapl
- Byznysmen – Martin Pošta
- Zeměpisec – Jan Ježek
- Liška  – Dita Hořínková
- Lampář – Daniel Barták
- Pijan – Jiří Untermüller
- Trio růží – Sára Milfajtová, Gabriela Urbánková, Simona Tlustá
- Pilot Jules – Jaromír Dulava
- Pilot Etien – Radek Kuchař
- Hostinský – Zdeněk Zelenka
- Hlas rádia Corsé – Vít Pokorný

## O muzikálu
Příběh sleduje cestu dvou hlavních hrdinů za neodvratným naplněním jejich osudů. Ilustruje tuto cestu neobvykle barevnými a optimisticky laděnými výlety do dříve neztvárněných hudebních směrů. Díky hudbě, hercům a zpěvákům se přeneseme do světa fantazie, ať už se jedná o podivné planety nebo jejich ještě podivnější obyvatele. Planetu Zemi reprezentuje nejen poušť, ale také kantýna korsického letiště, odkud Exupéry startoval ke své poslední misi. Příběh samotného Exupéryho i Malého prince dojímá celý svět už po desítky let, a proto chceme touto cestou oslavit i my 120. výročí narození velkého snílka a velkého člověka Antoine de Saint-Exupéryho, který nyní přichází k velkým i malým posluchačům ve velkolepém muzikálovém provedení.

## Zajímavosti a fakta
- V tomto díle byla poprvé zachycena tragická událost samotného autora knihy Antoine de Saint-Exupéryho.
- Muzikál Malý princ, je historicky prvním dílem, které Český rozhlas uvedl jako "rozhlasový muzikál".
- Dílo vzniklo 120 let od narození Antoine de Saint-Exupéryho, k výročí a uctění památky tohoto významného autora.